# Cathedral of the Holy Family (Orange)
Die Cathedral of the Holy Family in Orange im Orange County in Kalifornien, Vereinigte Staaten, ist die ehemalige Kathedrale des römisch-katholischen Bistums Orange in California. Sie trägt das Patrozinium der Heiligen Familie.

## Geschichte
Die Geschichte der Holy Family Cathedral wird von der eigenen Gemeinde bis in das Jahr 1921 zurückverfolgt. Damals beschlossen die Katholiken der Stadt Orange und seiner Umgebung, aufgrund der gestiegenen Zahl der Gläubigen eine eigene Kirche zu gründen. Am Palmsonntag 1922 wurde erstmals eine Heilige Messe in der neuen Holy Family Church gefeiert.
Um dem weiterhin anhaltenden Zuwachs an Gläubigen gerecht zu werden, begann im Jahr 1956 die Konstruktion des heutigen Kirchenbaus neben einer bereits bestehenden Schule. Das Gebäude wurde im April 1958 fertiggestellt. Am 8. Januar 1961 wurde die neue Kirche durch den Kardinal und Erzbischof von Los Angeles, James Francis McIntyre, geweiht.
Im Juni 1976 wurde das Gebiet des Orange Countys von der Erzdiözese Los Angeles abgespalten und zum neuen Bistum Orange in California erhoben. Die Holy Family Church wurde zur Kathedrale des Bistums ernannt und ist somit seitdem der Sitz des Bischofs von Orange in California.
2019 wurde die Crystal Cathedral, die vom Bistum Orange in California erworben wurde, nach Umbauarbeiten unter dem Namen Christ Cathedral zur Kathedrale erhoben.